# The Children's Hour (filme)
The Children's Hour (bra: Infâmia; prt: A Infame Mentira) é um filme estadunidense de 1961, do gênero drama, dirigido por William Wyler, com roteiro de John Michael Hayes e Lillian Hellman baseado na peça teatral The Children's Hour, de Lillian Hellman.

## Sinopse
Duas professoras têm suas vidas devastadas quando, depois de punir uma aluna por disciplina, são acusadas de lesbianismo pela avó dessa aluna, o que faz toda a comunidade se voltar contra as professoras.

## Elenco
- Shirley MacLaine como Martha Dobie
- Audrey Hepburn como Karen Wright
- James Garner como Dr. Joseph "Joe" Cardin
- Miriam Hopkins como Lily Mortar
- Fay Bainter como Sra. Amelia Tilford
- Karen Balkin como Mary Tilford
- Veronica Cartwright como Rosalie Wells
- Mimi Gibson como Evelyn
- William Mims como Sr. Burton
- Sally Brophy como Sra. Wells
- Hope Summers como Agatha

## Prêmios e indicações
| Prêmio             | Categoria                        | Recipiente                                 | Resultado |
| ------------------ | -------------------------------- | ------------------------------------------ | --------- |
| Globo de Ouro 1962 | Melhor direção                   | William Wyler                              | Indicado  |
| Globo de Ouro 1962 | Melhor atriz - drama             | Shirley MacLaine                           | Indicada  |
| Globo de Ouro 1962 | Melhor atriz coadjuvante         | Fay Bainter                                | Indicada  |
| Oscar 1962         | Melhor atriz coadjuvante         | Fay Bainter                                | Indicada  |
| Oscar 1962         | Melhor fotografia                | Franz F. Planer                            | Indicado  |
| Oscar 1962         | Melhor som                       | Gordon E. Sawyer                           | Indicado  |
| Oscar 1962         | Melhor figurino (preto e branco) | Dorothy Jeakins                            | Indicada  |
| Oscar 1962         | Melhor direção artística         | Fernando Carrere; Edward G. Boyle (cenog.) | indicados |